# معاملة المثليين في تايلاند
يواجه الأشخاص من المثليين والمثليات ومزدوجي التوجه الجنسي والمتحولين جنسياً (اختصاراً: مجتمع الميم) في تايلاند تحديات قانونية واجتماعية لا يواجهها غيرهم من المغايرين جنسيا. يعتبر النشاط الجنسي بين الرجال وبين النساء في تايلاند قانونيا منذ عام 1956. لا يقدر الشركاء والأزواج المثليون على الزواج أو التبني، كما أن المنازل التي يعيش فيها الشركاء المثليون غير مؤهلة للحصول على نفس الحماية القانونية المتاحة للأزواج المغايرين. يُعتقد أن حوالي 8% من سكان تايلاند، أي 5 ملايين شخص في البلاد هم من المثليين والمثليات ومزدوجي التوجه الجنسي والمتحولين جنسيا.
في عام 2013، قالت صحيفة بانكوك بوست: «بينما يُنظر إلى تايلاند على أنها ملاذ سياحي للأزواج والشركاء المثليين، فإن واقع السكان المحليين هو أن القانون، وغالبًا أيضا ما يكون الشعور العام، ليس ليبراليًا». قال تقرير صدر عام 2014 عن الوكالة الأمريكية للتنمية الدولية وبرنامج الأمم المتحدة الإنمائي إن الأشخاص من مجتمع الميم «لا يزالون يواجهون تمييزًا يؤثر على حقوقهم الاجتماعية وفرص العمل»، و «يواجهون صعوبة في الحصول على قبول بسبب حياتهم الجنسية غير التقليدية، على الرغم من قيام هيئة السياحة بترويج تايلاند كدولة صديقة للمثليين».
بدأت التغييرات في المواقف والسياسة العامة تجاه قضايا المثليين تحدث في تايلاند خلال التسعينيات، ولا سيما في أوائل القرن ال21. في عام 2015، سنت تايلاند قانون مكافحة للتمييز شامل يشمل التوجه الجنسي والهوية الجندرية. فب عام 2019، يناقش البرلمان التايلاندي مشروع قانون شراكة مدنية، والذي سيمنح الشركاء المثليين، في حال إقراره، العديد من حقوق الزواج، لا سيما حقوق الملكية والميراث، ولكن ليس حقوق الرفاه العام أو الإعفاءات الضريبية أو التبني.
في عام 2017، حصلت بانكوك على المرتبة الثانية بين أكثر المدن الصديقة للمثليين في آسيا، بعد تل أبيب، في إسرائيل، نظرًا لمشهد المواعدة المثلي والحياة الليلية والانفتاح والسلامة تجاه مجتمع الميم.

## قانونية النشاط الجنسي المثلي
تم إلغاء تجريم السدومية في الخاص، بين البالغين المتراضين، وغير التجارية في تايلاند في عام 1956. ومع ذلك، كانت لا تزال المثلية الجنسية والتحول جنسياً غير مقبولين اجتماعيًا. من خلال «قانون تعديل قانون العقوبات 1997»، تم تحديد سن الرضا عند 15 عامًا بغض النظر عن الجندر أو التوجه الجنسي.
في عام 2002، أعلنت وزارة الصحة أن المثلية الجنسية لم تعد تُعتبر مرضًا أو اضطرابًا نفسيًا.
في عام 2007، وسعت الحكومة التايلاندية تعريف الاعتداء الجنسي وضحية الاغتصاب لتشمل النساء والرجال على حد سواء. كما حظرت الحكومة الاغتصاب في إطار الزواج، حيث نص القانون على أن النساء أو الرجال يمكن أن يكونوا ضحايا.

## الاعتراف القانوني بالعلاقات المثلية
لا يعترف القانون التايلندي حاليًا بزواج المثليين أو الاتحادات المدنية أو الشراكات المنزلية. وعلى الرغم من عدم الاعتراف القانوني الرسمي، يميل التايلانديون للتسامح مع الشركاء المثليين، لا سيما في المناطق الحضرية مثل بانكوك، فوكيت أو باتايا.
في سبتمبر 2011، اقترحت اللجنة الوطنية لحقوق الإنسان وشبكة التنوع الجنسي، وهي منظمة غير حكومية، مشروع قانون بشأن زواج المثليين وطلبت دعم الحكومة التايلاندية للقانون. بدلاً من ذلك، في ديسمبر 2012، شكلت الحكومة لجنة لصياغة تشريع يوفر الاعتراف القانوني للشركاء المثليين في شكل شراكات مدنية.
في 8 فبراير 2013، عقدت إدارة حماية الحقوق والحريات ولجنة الشؤون القانونية والعدالة وحقوق الإنسان في البرلمان جلسة استماع علنية أولى حول مشروع قانون الشراكة المدنية، الذي صاغه رئيس اللجنة، وهو رئيس الشرطة العامة فيرون فيوينساين.
في سبتمبر 2013، ذكرت صحيفة بانكوك بوست أن محاولة من «ناتي تيريراروجانابونغ»، رئيس مجموعة المثليين السياسيين في تايلاند، في عام 2011، لتسجيل شهادة زواج المثليين مع شريكه قد رُفضت.
بحلول عام 2014، كان مشروع قانون الشراكة المدنية يحظى بدعم الحزبين الرئيسيين في البرلمان، ولكن تم إيقافه بسبب الاضطرابات السياسية في البلاد. في النصف الثاني من عام 2014، ظهرت تقارير تفيد بأنه سيتم تقديم مشروع قانون يسمى «قانون الشراكة المدنية» إلى البرلمان التايلاندي المعين من قبل المجلس العسكري. والذي من شأنه أن يعطي الشركاء المثليين بعض حقوق الزواج، لكن تم انتقاده لزيادة السن الأدنى للدخول في شراكة من 17 إلى 20 وحذف حقوق التبني.
بينت استطلاعات الرأي التايلاندية على تأييد التايلنديين لتشريع زواج المثليين.
في عام 2017، استجاب المسؤولون الحكوميون التايلانديون بشكل إيجابي إلى عريضة وقّع عليها 60,000 شخص تدعو إلى تشريع الشراكات المدنية للشركاء المثليين. أكدت بيتيكان سيثيداج، المديرة العامة لإدارة حماية الحقوق والحريات في وزارة العدل، أنها تلقت العريضة وأنها ستبذل قصارى جهده لإقرارها في أسرع وقت ممكن. اجتمعت وزارة العدل في 4 مايو 2018 لبدء مناقشات حول مشروع قانون للشراكة المدنية، بعنوان «مشروع تسجيل شراكة حياة المثلية». وبموجب الاقتراح، سيتمكن الشركاء المثليون من تسجيل أنفسهم «كشركاء في الحياة» وسيتم منحهم بعض حقوق الزواج. تمت مناقشة مشروع القانون في جلسات استماع علنية بين 12 و 16 نوفمبر، حيث أعرب 98% عن تأييدهم لمشروع القانون، وكان من المتوقع تقديمه إلى مجلس الوزراء بحلول نهاية الشهر. في 25 ديسمبر 2018، وافق مجلس الوزراء على مشروع القانون، الذي سيمنح الشركاء المثليين العديد من حقوق الزواج. سيتم الآن تقديم مشروع القانون في البرلمان.

## التبني وتنظيم الأسرة
يمكن للأزواج المغايرين فقط التبني في تايلاند. قد تتبنى النساء غير المتزوجات (وليس الرجال) في ظروف محدودة. سيضمن مشروع قانون الشراكة المدنية فقط حقوق الملكية والميراث وبعض الحقوق الأخرى للشركاء المثليين، ولكن ليس حقوقهم في الرفاهية العامة أو المزايا الضريبية أو تبني الأطفال.
كانت تايلاند لفترة طويلة وجهة شعبية لترتيبات تأجير الأرحام. في عام 2015، أقر البرلمان التايلاندي قانونًا يمنع الأجانب من السفر إلى تايلاند لإجراء ترتيبات تجارية تأجير الأرحام. يسمح فقط للأزواج المتزوجين كمقيمين في تايلاند بإبرام عقود تأجير الأرحام. يقتصر التلقيح الصناعي فقط على الأزواج المغايرين.

## الحماية من التمييز
لم يذكر أي من الدساتير التايلاندية المختلفة التوجه الجنسي أو الهوية الجندرية. قام كل من ناتي تيراروجنابونغ، من لجنة حقوق الإنسان، وأنجانا سوفانانادا، وهي ناشطة حقوقية مثلية، بحملة دون جدوى لإدراج «الهوية الجنسية» في الدستور المؤقت لعام 2006 ودستور 2007. تضمن دستور 2007 حظرًا واسعًا «للتمييز غير العادل» استنادًا إلى «الأحوال الشخصية» ووعد باحترام الحريات المدنية المختلفة وفقًا «لأمن الدولة» و «الأخلاق العامة».
صدر قانون المساواة بين الجنسين بي إي 2558، في 13 مارس 2015 ودخل حيز التنفيذ في 9 سبتمبر 2015. يحظر هذا القانون التمييز وفقًا لللتوجه الجنسي والهوية الجندرية، وكان أول قانون في تايلاند يحتوي على لغة شملت مجتمع الميم. بموجب هذا القانون، يعاقب على التمييز ضد ذكر أو أنثى أو «شخص لديه تعبير جنسي مختلف عن الجنس الأصلي لهذا الشخص» بالسجن لمدة تصل إلى ستة أشهر وغرامة تصل إلى 20,000 بات تايلاندي. ومع ذلك، حدد القانون استثناءً ل«التعليم والدين والمصلحة العامة»، والذي تعرض لانتقادات شديدة من قبل جماعات حقوق المرأة.

## الهوية الجندرية والتعبير عنها
تم إجراء جراحة إعادة تحديد الجنس في تايلاند منذ عام 1975، وتعد تايلاند من أكثر الوجهات شعبية على مستوى العالم للباحثين عن مثل هذه الجراحات.
يعتبر الأشخاص المتحولون جنسيا شائعين للغاية في الترفيه التايلاندي الشهير، والبرامج التلفزيونية والعروض الليلية، ومع ذلك، يفتقر المتحولون جنسيا إلى حقوق قانونية مختلفة مقارنة بباقي السكان، وقد يواجهون التمييز من المجتمع.
يواجه الأشخاص المتحولون جنسياً عوائق كبيرة في التوظيف، بما في ذلك العمل بدوام كامل أو مناصب تنفيذية أو ترقيات، وفقًا لبحث يعود لعام 2015 قامت به منظمة العمل الدولية. التمييز في طلبات العمل غالباً ما لا يشجع الأشخاص المتحولين جنسياً على البحث عن المزيد من فرص العمل أو الدخول إلى سوق العمل. ووجد البحث أيضًا أنهم يواجهون «تمييزًا يوميًا وإهانة» تضيق على حياتهم المهنية كثيرًا. لاحظت افتتاحية في صحيفة بانكوك بوست في عام 2013، بأنه «لا نجد المتحولين جنسياً كمسؤولين رفيعي المستوى، أو أطباء، أو محامين، أو علماء، أو معلمين في المدارس والكليات التي تديرها الدولة. وليسوا مسؤولين تنفيذيين في عالم الشركات. باختصار، أبواب الوكالات الحكومية والشركات الكبيرة لا تزال مغلقة أمام النساء المتحولين جنسيا».
في عام 2007، ناقشت الجمعية الوطنية التايلاندية السماح للأشخاص المتحولين جنسياً بتغيير أسمائهم بشكل قانوني بعد القيام بجراحة إعادة تحديد الجنس. لا يتم منح موظفي الحكومة المتحولين جنسيا من الذكور إلى الإناث الحق في ارتداء الزي الإناث في العمل، ولا يزال يتوقع منهم أداء الخدمة العسكرية. تشمل حالات عدم المساواة المحددة رفض السماح للمرأة المتحولة جنسياً في المستشفى بالبقاء في جناح المرأة، على الرغم من أنها خضعت لجراحة إعادة تحديد الجنس.
في عام 2014، تعرض كتاب في الصف السابع للنقد بسبب التمييز وانعدام الحساسية الجندرية، وذلك بسبب وصف الأشخاص المتحولين جنسياً على أنهم يعانون من اضطراب الهوية الجنسية ورسوم توضيحية في الكتاب المدرسي تعرض عروضًا من قِبل راقصات متحولين جنسيا. يقول نقاد ذلك إن كلمة طويلة اضطراب أو «الخلط» كان له دلالات سلبية، وأنه «المتحولين جنسيا» أو خام فت ("kham phet") أكثر ملاءمة. ذُكر أن المسؤولين في وزارة التعليم سيحققون في الأمر.
في يوليو 2019، تم تقديم مشروع القانون لتنظيم التغييرات الجنسية للأفراد المتحولين جنسيا إلى الجمعية الوطنية. من بين أمور أخرى، سيسمح مشروع القانون المقترح لأولئك الذين خضعوا لجراحة إعادة تحديد الجنس بتغيير جنسهم القانوني في الوثائق الرسمية. ويشمل أيضًا تغيير الاسم وحقوق الزواج والتجنيد.

## الخدمة العسكرية
في عام 2005، رفعت القوات المسلحة التايلندية الحظر المفروض على مجتمع الميم للخدمة في الجيش. قبل هذا الإصلاح، تم إعفاء الأشخاص من مجتمع الميم بسبب المعاناة من «اضطراب عقلي».

## التبرع بالدم
في مايو 2009، أعاد الصليب الأحمر التايلاندي تأكيد حظره على الرجال الذين يمارسون الجنس مع الرجال ليصبحوا متبرعين بالدم، على الرغم من الحملات لتغيير هذه السياسة.

## ظروف الحياة

### المصطلحات

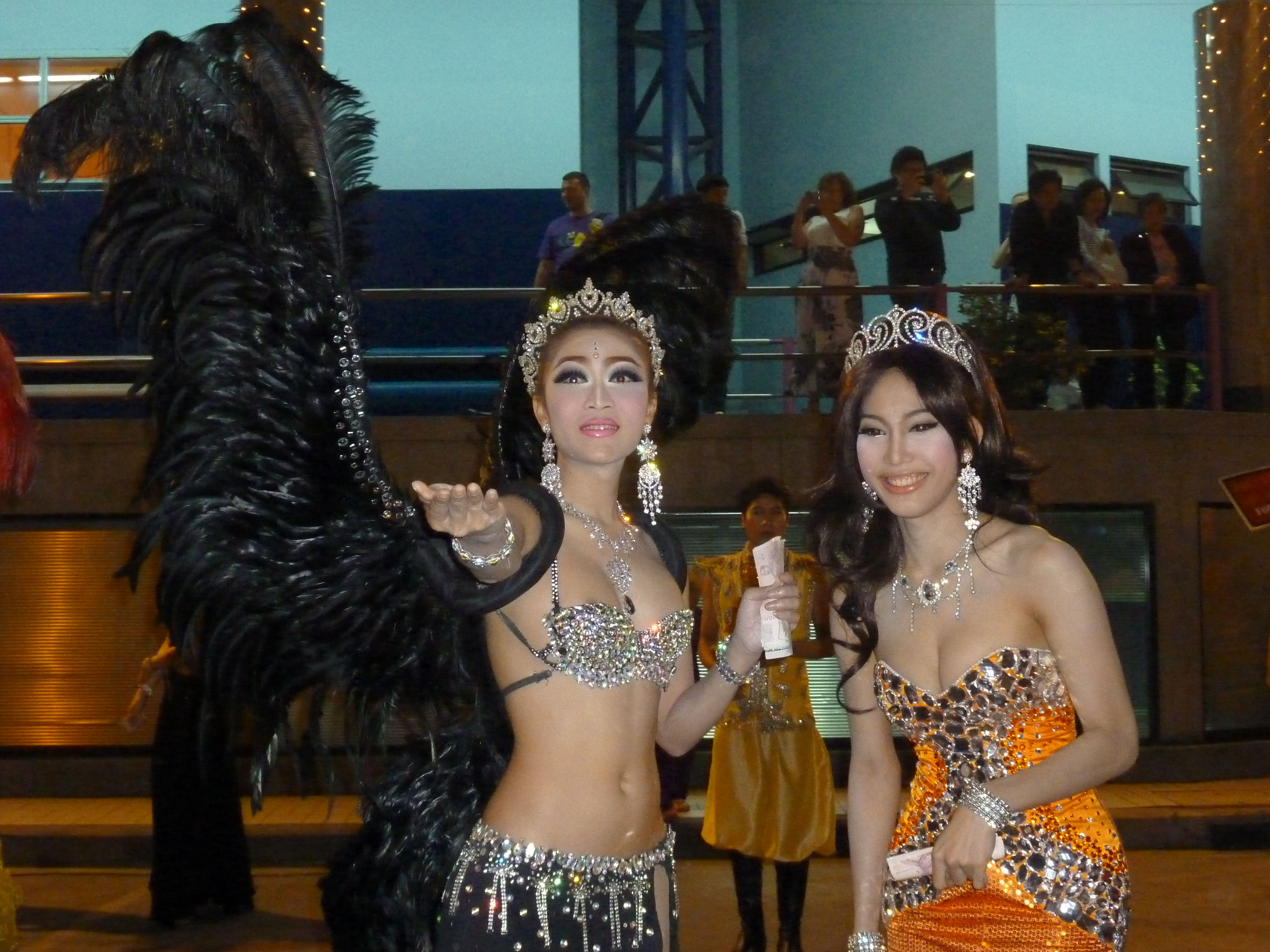
راقصات كاثوي في باتايا، ديسمبر 2011

كلمة «مثلي الجنس» أو «كوير» في اللغة التايلاندية هي (بالنظام العام التايلندي الملكي للنقل الصوتي: كي، ke) مصطلح كاتوي أو كاثوي (بالنظام العام التايلندي الملكي للنقل الصوتي: كاثوي، kathoei) يشير إلى النساء المتحولين جنسيا أو الرجال المثليين المتأنثين. يرى المجتمع التايلاندي أن الكاثوي ينتمون إلى الجنس الثالث إلى جانب الذكور والإناث. يشير المصطلح («دي»، dee) إلى النساء المثليات أو مزدوجات التوجه الجنسي. اعتمدت اللغة التايلندية أيضًا كلمة «مثلية» من الإنجليزية: (بالنظام العام التايلندي الملكي للنقل الصوتي: ليتبيان، letbian).
تعترف اللغة التايلندية بالعديد من الهويات الجنسية والجندرية الأخرى، بما في ذلك توم، من اللغة الإنجليزية ("فتاة مسترجلة"، tomboy)، والتي تشير إلى النساء اللاتي يرتدين ملابس وتصرفًا ويتحدثن بطريقة ذكورية. توم ليست بالضرورة مثلية الجنس أو مزدوجة التوجه الجنسي، ولكن قد ينظر إليها على هذا النحو من قبل الآخرين. وتشمل الهويات الأخرى (أنغيز angees)، وهم الكاثوي الذين ينجذبون إلى توم، و (آدمز adams)، الرجال الذين ينجذبون إلى توم.

### رهاب المثلية والعنف
في عام 2016، كتب بايسارن ليكهيبرتشامول، عضو مجلس إدارة مؤسسة سوتجاي، مقالة افتتاحية في صحيفة بانكوك بوست تحذر من ما يسمى بالاغتصاب التصحيحي الذي يستخدم على نطاق واسع «لعلاج» مثليات الجنس من توجههم الجنسي، مع ذكر لحالة أب في لوي التي اعترفت باغتصاب ابنته البالغة من العمر 14 عامًا لمدة أربع سنوات لمنعها من التواصل مع الفتيات المسترجلات. أعرب بايسارن عن قلقه من أن مثل هذه الممارسات يجري تطبيعها في المجتمع التايلاندي، وأن العدد الحقيقي لمثل هذه الحالات كان أعلى بكثير، حيث يتم تصنيف العديد من جرائم القتل من مجتمع الميم التايلانديين على أنها جرائم عاطفية، لأن النظام القانوني التايلاندي لا يشمل مفهوم «جرائم الكراهية». عددت المفوضية السامية للأمم المتحدة لحقوق الإنسان القتل، والضرب، والاختطاف، والاغتصاب، والاعتداء الجنسي على مجتمع الميم، كأمثلة على العنف ضد مجتمع الميم، ولاحظ أن العنف ضد مجتمع الميم «يميل إلى أن يكون أكثر عنفا بشكل خاص مقارنة بالجرائم الأخرى ذات الدوافع المتحيزة».

### التعليم
في 26 ديسمبر 1996، في تقرير نشر في صحيفة بانكوك بوست، أعلن مجلس معهد راجبات، وهو هيئة الإدارة الجماعية لجميع كليات تايلاند، أنه سيمنع مثليي الجنس من التسجيل في أي من مدارس تدريب المعلمين التابعة لها، وذلك بفكرة من نائب وزير التعليم سورابورن دانايتاغتراكول. تم انتقاد هذا الإعلان بشدة من قبل جماعات حقوق الإنسان، الذين حثوا على إلغاء هذه السياسة. في 25 كانون الثاني/يناير 1997، اقترح دانايتاغتراكول أن يضع المعهد معايير جديدة لحظر الأشخاص الذين لديهم «شخصيات غير لائقة»، ولكن ليس مجموعات محددة مثل مثليي الجنس.

### السجون
لعدة سنوات، كانت السياسة الرسمية للسجون التايلندية هي احترام التنوع الجندري والاعتراف به، ووضع السجناء في زنزانات بناءً على جندرهم وتوجههم الجنسي. يحلق السجناء الذكور المثليون رؤوسهم، مثلهم مثل جميع السجناء الذكور. لا يُسمح للسجينات بارتداء المكياج، لكن السجينات من الرجال المثليين. وفقًا لإدارة الإصلاحيات، كان هناك 4,448 سجينًا من مجتمع الميم في البلاد في عام 2016. ومن هؤلاء، كان هناك 1,804 سجين كاتوي (نساء متحولات جنسيًا أو رجال مثليون متأنثون)، 352 كانوا من المثليين جنسياً، و 1,247 من توم (فتاة مسترجلة)، وكان 1,011 من دي (الإناث مثليات الجنس مع خصائص أنثوية)، و 34 كانوا من المتحولين جنسيا من الذكور إلى الإناث.

### السياسة
قبل الانتخابات العامة لعام 2019، أعربت عدة أحزاب سياسية عن دعمها لحقوق المثليين ولزواج المثليين. دعا حزب الأمام المستقبل ودعا لتقنين زواج المثليين وإدخال تعديلات على المناهج الدراسية الرسمية «بحيث لم يعد تنتشر الصور النمطية والأحكام المسبقة ضد مجتمع الميم». أعرب كل من حزب ماهاتشون، وحزب السلطة المحلية التايلاندي، وحزب بولاموانغ التايلاندي، والحزب الليبرالي التايلاندي، وحزب بويا تشات، وحزب العوام وحزب سلطة المحلية التايلاندية، وحزب بولاموانغ التايلاندي، والحزب الليبرالي التايلاندي، وحزب بويا تشات، وحزب العوام والحزب الديمقراطي عن دعمهم لزواج المثليين. كما يدعم حزب بويا تاي وهو أكبر حزب في البرلمان زواج المثليين. كان حزب راكسا تشارت التايلاندي والذي تم حظره في مارس 2019 بسبب مشاركة الأميرة أوبول راتانا فيه قد صرح أنه يؤيد الشراكة المدنية للشركاء المثليين.
في مارس 2019، تم انتخاب صانعة الأفلام المتحولة جنسيا تانورين سوكابيسيت عن «حزب المستقبل إلى الأمام» للبرلمان التايلاندي، لتصبح أول عضوة في البرلمان من المتحولين جنسيا. تم انتخاب ثلاثة مرشحين آخرين من مجتمع الميم من نفس الحزب، وهم تونياواج كامنونونغوات، وناتيبات كولسيتهاسيث، وكاويناث تاكي.

### حياة مجتمع الميم

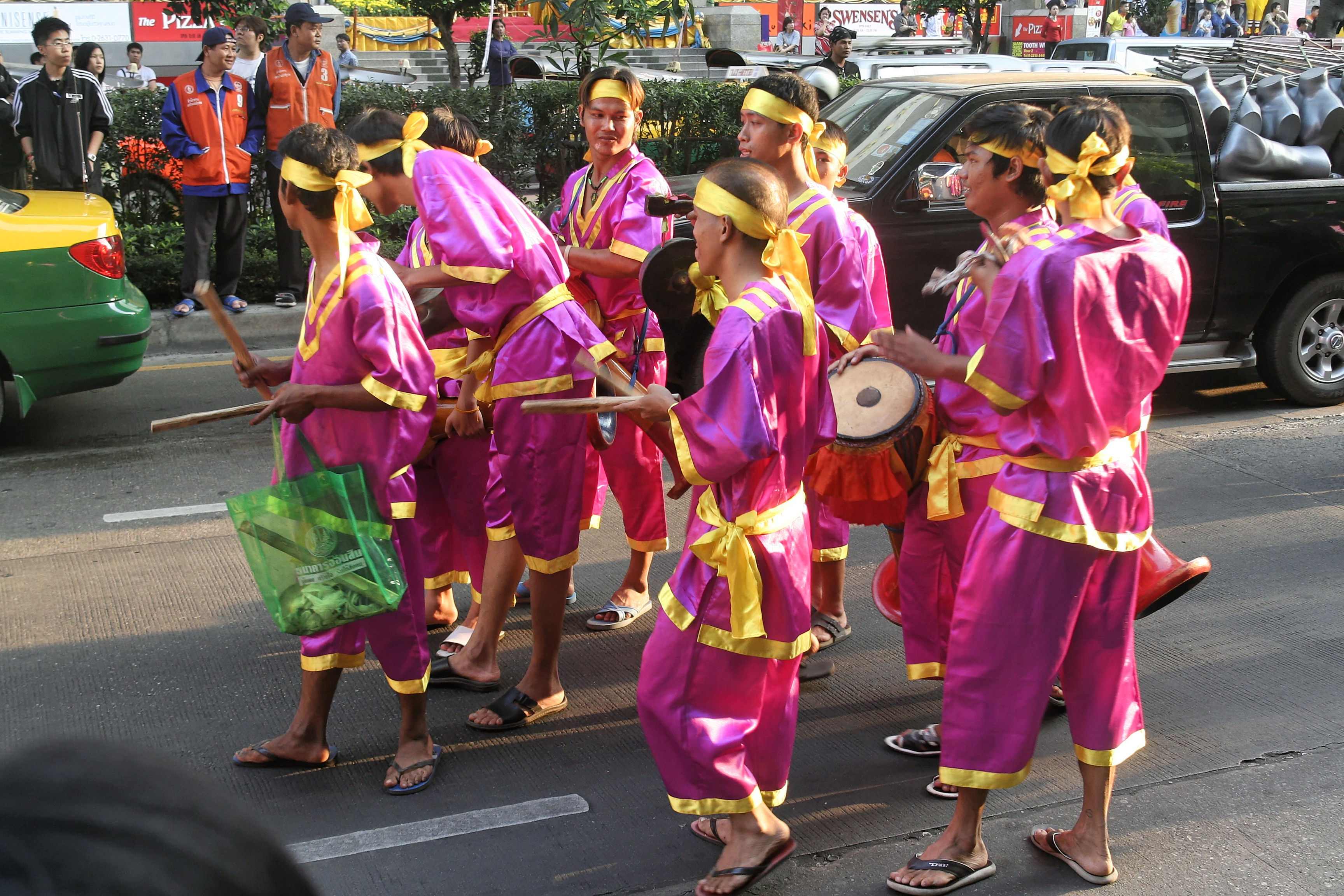
مسيرة فخر بانكوك في عام 2006

تتمتع تايلاند بسمعة طويلة من التسامح عندما يتعلق الأمر بالأشخاص من مجتمع الميم؛ هناك العديد من النوادي الليلية وحانات المثليين في البلاد ، وبدأت أول مجلة للمثليين في تايلاند، تحت اسم «ميتونا Mithuna»، في عام 1983.
ومع ذلك، في عام 1989، وصف نايت تيروارجانابونغ، الناشط في حقوق المثليين، الوضع بأنه أكثر تعقيدًا؛ على الرغم من أن مواطني مجتمع الميم لا يواجهون قمعًا مباشرًا من الدولة، إلا أنه «مسألة نفي خفي من خلال عدم المبالاة ونقص الوعي الاجتماعي حول المثليين جنسياً»، وعلى الرغم من أن الناس يعترفون بوجود المثلية الجنسية، «لا يزالون غير معتادون على فكرة الناس مثليي الجنس علنا. عدا أي فهم لمفهوم حقوق المثليين والمثليات».
بدأ هذا يتغير في التسعينيات بمزيد من الفعاليات العامة، مثل مهرجانات فخر المثليين التي تقام كل عام من 1999 إلى 2007 في بانكوك، إلى أن حالت النزاعات الداخلية داخل مجتمع المثليين ومناقشاتهم مع الداعمين الماليين للمهرجان دون تنظيم الأحداث المستقبلية. كان من المتوقع أن تقام مسيرة فخر بانكوك مرة أخرى في نوفمبر 2017، وهي المرة الأولى منذ 11 عامًا، ولكن تم تأجيلها بسبب فترة الحداد الوطنية لمدة عام على الملك بوميبول أدولياديج.
في مدينة بوكيت، تُعقد مسيرات الفخر سنويًا منذ عام 1999. وأثارت مسيرة فخر تشيانغ مي الثانية في عام 2009 العداء لدرجة أنه كان لا بد من إلغاؤها. بينما كان المشاركون يستعدون للمسيرة، حاصرت مجموعة سياسية محلية المجمع الذي تجمعوا فيه، هاتفين بالاهانات من خلال مكبرات الصوت ورامين بالفاكهة والصخور على المبنى. ومع ذلك، بعد عشر سنوات، قام أكثر من 500 شخص بمن فيهم بعض السياسيين بالمشاركة في مسيرة فخر تشيانغ مي 2019 في 21 فبراير 2019.
سونغكران هو احتفال السنة الجديدة التايلاندية ويعتبر عطلة وطنية. يعقد سونغكران في 13 أبريل من كل عام، ولكن تمتد فترة العطلة من 14 إلى 15 أبريل. وقد اتخذت معنى خاص في السنوات الأخيرة للمقيمين والزوار من مجتمع الميم. عطلة نهاية الأسبوع في منتصف أبريل هي أيضًا حفلة حلبة سونغكران بانكوك للمثليين؛ ويعتبر أكبر احتفال مثلي الجنس من نوعه في آسيا، واحتفل بعيده الرابع عشر في عام 2019 من 12 أبريل إلى 14.

### الإعلام
منذ ثمانينيات القرن العشرين، أصبحت العديد من المنشورات التي تحمل مواضيع المثليين متاحة في تايلاند. كانت شخصيات مجتمع الميم في الأفلام التايلندية شائعة أيضًا منذ سبعينيات القرن الماضي، وغالبًا ما كانت تمثل ارتياحًا هزليًا، رغم أن الأفلام التايلندية في أواخر التسعينيات لم تبدأ إلا في الموجة الجديدة من السينما التايلندية في اختبار شخصيات وقضايا مجتمع الميم بمزيد من التعمق.
لا تؤثر الرقابة على وسائل الإعلام ذات الصلة بمواضيع المثليين مباشرة، ولكن المواد الإباحية ولعب الأطفال غير قانونية في تايلاند.

### التركيبة السكانية
وفقًا لتقديرات 2018 من «إل جي بي تي كابيتال»، كان هناك حوالي 4.2 مليون شخص من مجتمع الميم في تايلاند.

### الرأي العام
وفقًا لاستطلاع للرأي أجري عام 2015، فإن 89% من التايلانديين سيقبلون زميلًا في العمل من المثليين أو المثليات، ولا يمانع 80% إذا كان أحد أفراد الأسرة من المثليين، و 59% يؤيدون تشريع زواج المثليين.
وفقًا لاستطلاع أجرته مؤسسة يوغوف عام 2019 شمل 1,025 شخصًا، أيد 63% من التايلانديين تقنين الشراكات المثلية، في حين عارضها 11% واختار 27% عدم الإجابة. 69% من الأشخاص الذين تتراوح أعمارهم بين 18 و 34 عامًا يؤيدون الشراكات المدنية، بينما عارضها 10% منهم. أيد 56% من الذين تتراوح أعمارهم بين 35 و 54 عاما (في حين عارضها 33% منهم)، و 55% من الذين تتراوح أعمارهم بين 55 وما فوق (في حين عارضها 13% منهم). 66% من الحاصلين على شهادات جامعية كانوا في صالح (في حين عارضها 10% منهم)، و 57% من الحاصلين على شهادات جامعية (في حين عارضها 12% منهم). 68% من ذوي الدخل المرتفع يؤيدون الشراكات المدنية (في حين عارضها 7% منهم)، و 55% من ذوي الدخل المنخفض (في حين عارضها 13% منهم). وأيدها 68% من النساء (في حين عارضها 7% منهم)، و 57% من الرجال (في حين عارضها 14% منهم).

## ملخص
| قانونية النشاط الجنسي المثلي                                                                  | (منذ عام 1956) |
| المساواة في السن القانوني للنشاط الجنسي                                                       | (منذ عام 1997) |
| قوانين مكافحة التمييز في التوظيف                                                              | (منذ عام 2015) |
| قوانين مكافحة التمييز في توفير السلع والخدمات                                                 | (منذ عام 2015) |
| قوانين مكافحة التمييز في جميع المجالات الأخرى (تتضمن التمييز غير المباشر، خطاب الكراهية)      | (منذ عام 2015) |
| قوانين مكافحة أشكال التمييز المعنية بالهوية الجندرية                                          | (منذ عام 2015) |
| زواج المثليين                                                                                 | No             |
| الاعتراف القانوني بالعلاقات المثلية                                                           | (في الانتظار)  |
| تبني أحد الشريكين للطفل البيولوجي للشريك الآخر                                                | No             |
| التبني المشترك للأزواج المثليين                                                               | No             |
| يسمح للمثليين والمثليات ومزدوجي التوجه الجنسي والمتحولين جنسيا بالخدمة علناً في القوات المسلحة | (منذ عام 2005) |
| الحق في إجراء جراحة إعادة تحديد الجنس                                                         | [ 63 ]         |
| الحق بتغيير الجنس القانوني                                                                    | (في الانتظار)  |
| علاج التحويل محظور على القاصرين                                                               | No             |
| الحصول على أطفال أنابيب للمثليات                                                              | No             |
| الأمومة التلقائية للطفل بعد الولادة                                                           | No             |
| تأجير الأرحام التجاري للأزواج المثليين من الذكور                                              | No             |
| إلغاء تصنيف المثلية الجنسية كمرض نفسي                                                         | (منذ عام 2002) |
| السماح للرجال الذين مارسوا الجنس الشرجي التبرع بالدم                                          | No             |